# Konstantskimmel

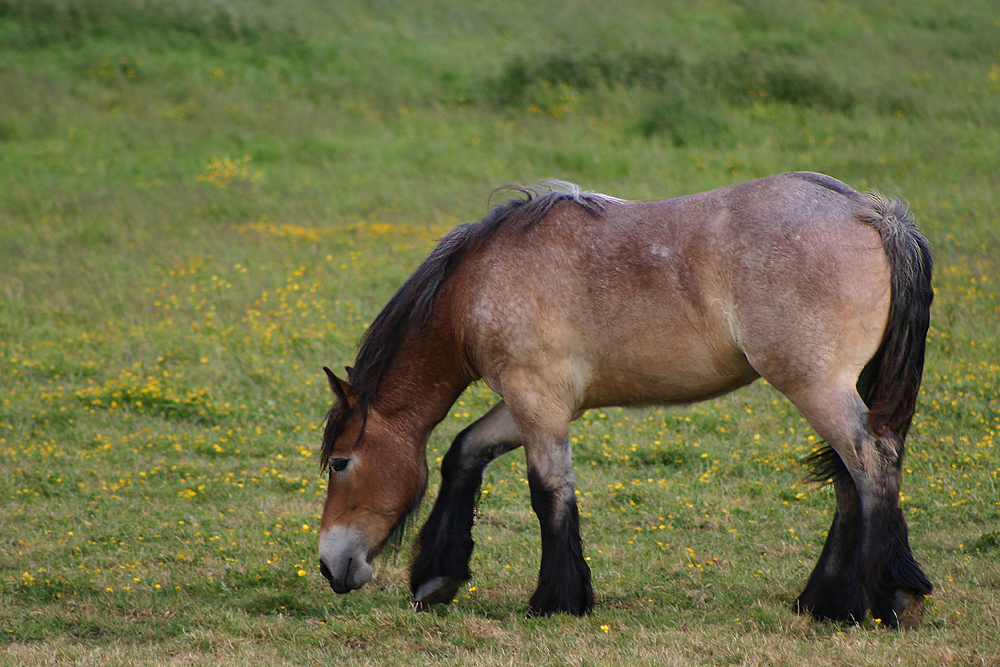

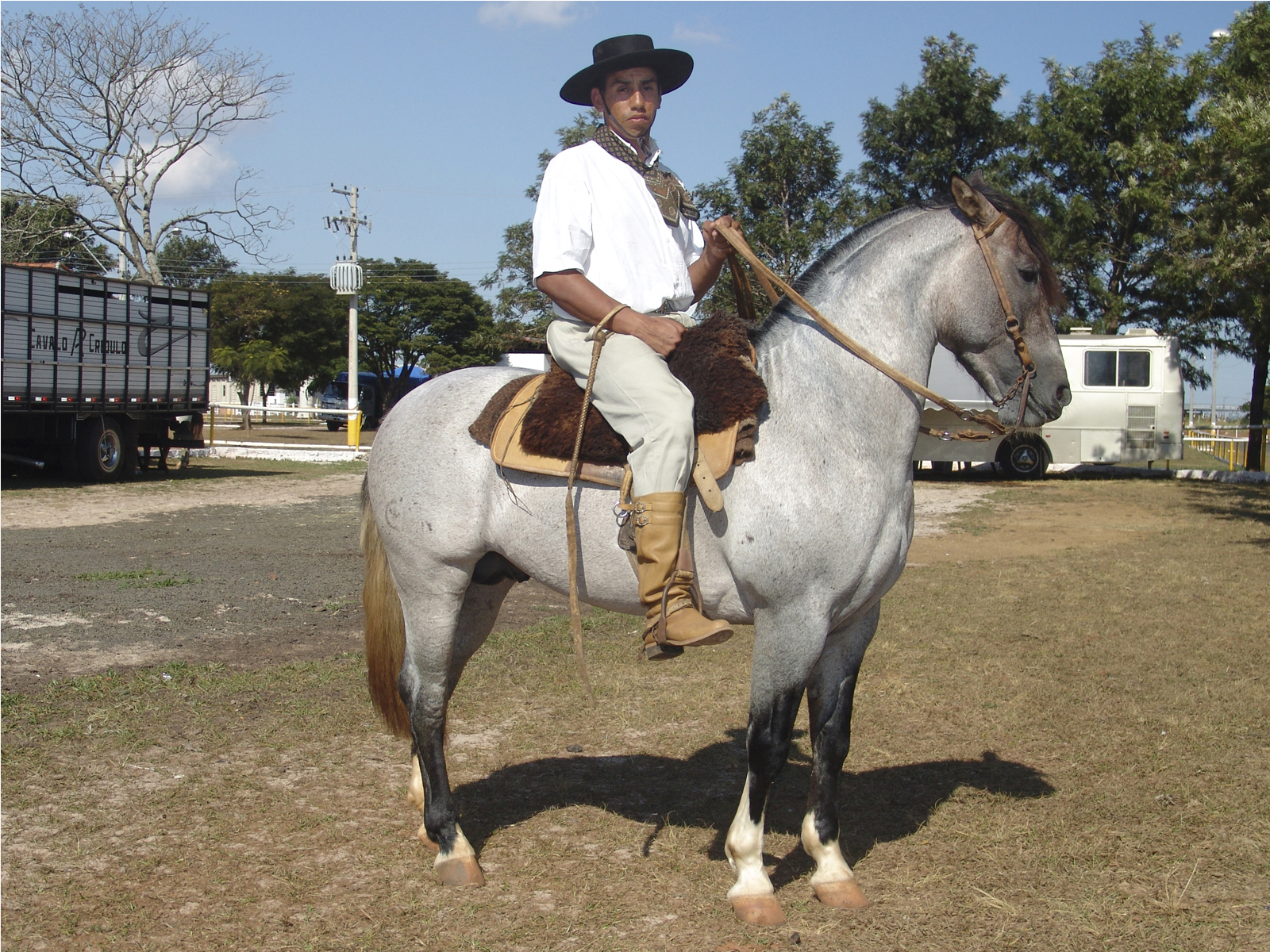
Konstanskimmel på brun bas

Konstantskimmel kallas en häst som är stickelhårig, dvs. har insprängda vita hår i pälsen och som är mest koncentrerade till bakdelen. Hästen kallas ofta  brun-, svart-, eller rödskimmel osv. beroende på grundfärgen som syns på huvudet och benen. Konstantskimlar har alltid kvar det mesta av sin basfärg på huvudet, svansen och extremiteterna. Vinter- och sommarpälsen hos konstantskimlar ser ofta väldigt olika ut, hos islandshästen kallas hästar med färgen ofta för färgväxlare.
Konstantskimlar är lätta att blanda ihop med skimlar, rabicano, sabino-skäckar och vissa tigrerade hästar. Det finns även hästar som har ett fåtal vita hår i pälsen, dessa kan vara orsakade av till exempel hög ålder, ärrvävnad och vita tecken.